# Radiocycloclypeus
Radiocycloclypeus es un género de foraminífero bentónico de la familia Nummulitidae, de la superfamilia Nummulitoidea, del suborden Rotaliina y del orden Rotaliida. Su especie tipo es Cycloclypeus neglectus. Su rango cronoestratigráfico abarca desde el Burdigaliense (Mioceno inferior) hasta el Vindoboniense (Mioceno medio).

## Clasificación
Radiocycloclypeus incluye a las siguientes especies:
- Radiocycloclypeus neglectus